# Бошко Пеулић
Бошко Пеулић (Доњи Вијачани, 14. јануар 1947.) је пуковник Војске Републике Српске.

## Биографија
Бошко (Тихомира) Пеулић рођен је 1947. у Доњим Вијачанима, општина Прњавор. Завршио је Командно-штабну академију Копнене војске ЈНА. Као активно војно лице у ЈНА је од 12. јула до 24. октобра 1990. обављао дужност начелника штаба у 228. моторизованој бригади у Постојни, Словенија. Због почетка сукоба у Словенији извршио је дислокацију бригаде на релацији Постојна - Котор - Краљево. На Раковачким барама код Бања Луке у периоду од 12. новембра до 19. новембра 1990. године организовао је и извршио формирање 122. бригаде ЈНА која потом одлази на ратиште у Западну Славонију тачније око Липика и Пакраца. У Војсци Републике Српске био је командант 122. пјешадијске бригаде, односно 22. лаке пјешадијске бригаде Војске Републике Српске у периоду 20. децембра 1991. до 22. октобра 1992, потом 27. дервентске моторизоване бригаде од 23. октобра 1992. до 25. октобра 1994. Поред дужности командатнта 27. моторизоване бригаде паралелно је у периоду од 15. новебра 1992. до 5. фебруара 1993. године на обудовачко-посавском дијелу ратишта командовао бригадом Центра служби безбједности, односно полицијским снагама, као и команданта Тактичке групе 3 у периоду од 1. октобра до 25. децембра 1994. године. За команданта 3. српске пјешадијске бригаде постављен је 25. децембра 1994. године и на тој дужности остаје до 5. маја 1995. године, након чега је распоређен на дужност у команду 1. Крајишког корпуса у Бањој Луци. У борбеним дејствима је два пута рањаван, 6. и 28. јула 1993. године.
За заслуге у Одбрамбено-отаџбинском рату указом Предсједника Републике Српске одликован је ореденом Милоша Обилића. Пензионисан је 31. децембра 1996. године. Организације старјешина Војске Републике Српске му је додијелила повељу о почасном унапређењу у чин генерала 28. јуна 2023.

## Оптужнице
По налогу Тужилаштва Босне и Херцеговине ухапшен је 18. новембра 2015. године заједно са Слободаном Жупљанином, Александром Петровићем, Манојлом Тепићем, Јанком Тривићем и Недељком Ђекановићем под сумњом да су криви за ратне злочине на територији општине Котор Варош. Суд БиХ потврдио је против њих оптужницу 22. децембра 2015. Суд Босне и Херцеговине је 29. августа 2023. потврдио оптужницу којом се Бошко Пеулић, Петар Ђурић и Давор Пеулић терете да су починили дјела ратног злочина против ратних заробљеника у периоду мај-октобар 1992. на подручју општина Травник и Скендер Вакуф.